# سكيب إيوينغ
سكيب إيوينغ (بالإنجليزية: Skip Ewing)‏ هو مغني ومغن مؤلف وموسيقي أمريكي، ولد في 6 مارس 1964 في ريدلاندس في الولايات المتحدة.

## وصلات خارجية
- الموقع الرسمي
- سكيب إيوينغ على موقع ميوزك برينز (الإنجليزية)
- سكيب إيوينغ على موقع قاعدة بيانات برودواي على الإنترنت (الإنجليزية)
- سكيب إيوينغ على موقع أول ميوزيك (الإنجليزية)
- سكيب إيوينغ على موقع ديسكوغز (الإنجليزية)